# Lee Jae-Suk
Lee Jae-Suk (Corea del Sur, 28 de noviembre de 1963) es un deportista surcoreano retirado especialista en lucha grecorromana donde llegó a ser medallista de bronce olímpico en Seúl 1988.

## Carrera deportiva
En los Juegos Olímpicos de 1988 celebrados en Seúl ganó la medalla de bronce en lucha grecorromana de pesos de hasta 52 kg, tras el luchador noruego Jon Rønningen (oro) y del japonés Atsuji Miyahara (plata).